# ولورین (شخصیت)
ولورین (به انگلیسی: Wolverine) که با نام‌های جیمز ویلیام هاولت، لوگان و سلاح ایکس نیز شناخته می‌شود، یک شخصیت خیالی ابرقهرمان از داستان‌های کمیک استریپ شرکت مارول کامیکس است که اغلب با گروه مردان ایکس در ارتباط است. شخصیت ولورین توسط روی توماس، نویسنده لن وین و کارگردان هنری مارول جان رومیتا، پدر طراحی و خلق شده است و بدست هرب تریمپ اولین بار برای انتشار کشیده شد. وی عضو سابق انتقام‌جویان جدید و پرواز آلفا بوده و در گروه مردان ایکس، تحت رهبری چارلز اگزاویر و اما فراست فعالیت کرده است. مهم‌ترین توانایی‌های فوق بشری او شش پنجه نشکن فلزی از جنس الیاژی خیالی به نام ادامانتیوم است که از هر دست او سه تای ان‌ها بیرون می آید همچنین اسکلت بدن او هم پوشیده از همین آلیاژ است او همچنین دارای قدرت «عامل درمان» یا قدرت زوددرمانی است، به این معنی که تمام زخمهایی که روی بدن او به وجود می‌آیند به سرعت محو و درمان می‌شوند.ولورین معمولاً به شکل مرد جهش یافته میان سالی که اهل کانادا است و دارای قدکوتاه، بدنی چهارشانه و ورزیده و اخلاق تندی است به تصویر کشیده می‌شود. او به سرعت عصبانی می‌شود ولی تلاش می‌کند آرام بماند چون می‌داند اگر کنترلش را از دست بدهد با پنجه‌هایش همه را قتل‌عام می‌کند، با این حال او گاهی از کوره در می‌رود. او همیشه سیگار برگ می‌کشد، به‌طور مداوم مشروب می‌نوشد و بارها به گونه ای پاتوق او محسوب می‌شوند همچنین او بسیار فحاش است ولی همه این‌ها بخواطر زندگی سختی است که او تجربه کرده است وگرنه او انسان خوب، پیچیده و چند لایه ای است. او همیشه به کسانی که به کمک احتیاج دارند کمک می‌کند حتی اگر به ضررش باشد یا حال خوبی نداشته باشد او معمولاً به صورت ضد قهرمان به تصویر کشیده می‌شود، البته گاهی نیز به صورت قهرمان در می آید.

## تاریخچه

اولین حضور ولورین در دنیای کمیک در سال ۱۹۷۴ در جلد کمیک شماره ۱۸۱ هالک شگفت‌انگیز

ولورین برای اولین بار در شماره ۱۸۱ از کمیک هالک شگفت‌انگیز در تاریخ ۱ نوامبر سال ۱۹۷۴ حضور پیدا کرد و در این کمیک لباس او با لباس الان اش تفاوت‌هایی داشت برای مثال گوش‌های لباس کوتاه‌تر و چشمانش نیز سفید نبود در این کمیک همچنین پنجه‌های ولورین به جای اسکلت اش، به دستکش‌هایش وصل بود. در این کمیک ولورین یکی از دشمنان هالک بود و با او به مبارزه پرداخت و از آن روز دشمنی ای بین ان‌ها به وجود آمد که تا به همین امروز هم ادامه دارد البته این دو شخصیت در مواردی هم با هم همکاری کرده‌اند. از اولین حضور ولورین این شخصیت آرام آرام به محبوبیتی دست یافت که همین باعث شد بعدها دارای سری کمیک اختصاصی خود نیز بشود.

اولین سری کمیک ولورین در سال ۱۹۸۲ و در ۴ جلد به چاپ رسید که بعد از ان محبوبیت ولورین سر به فلک کشید همچنین در این داستان ولورین برای اولین بار دیالوگ معروف خود را می‌گوید «من در انجام کارم بهترینم ولی کاری که انجام می دم خیلی خوب نیست»

جلد اولین کمیک اختصاصی ولورین

سرگذشت ولورین تا مدت‌ها بعد از انتشار صدها جلد کمیک در هاله ای از ابهام بود و خواننده‌ها هیچی از سرگذشت او حتی نام را نیز نمی‌دانستند تا این که در سال ۲۰۰۱ با انتشار کمیک ۶ قسمتی ولورین: پیدایش خوانندگان به سرگذشت او پی بردند:
نام واقعی او جیمز هاولت است و در خانواده ای ثروتمند در اواخر قرن نوزده به دنیا آمده است. نام پدرش جان هاولت و نام مادرش الیزابت بوده است ولی اشاراتی شده که مادرش با یکی از نوکران پدرش به نام توماس رابطه نامشروع داشته است پس پدر حقیقی او توماس است. بر اساس بعضی اتفاقات توماس، جان را کشت جیمز که بسیار از این اتفاق ناراحت و خشمگین شده بود برای اولین بار پنجه‌هایش از دستانش بیرون آمدند و در حالی که نمی‌دانست توماس پدرش است او را کشت و مجبور شد از خانه فرار کند او بعدها با دختری به نام رز آشنا شد که او هم به طرز تلخی کشته شد جیمز که بسیار از این اتفاق ناراحت بود به خود لقب لوگان داد و تصمیم گرفت در جنگل زندگی کند (فیلمی از این داستان به نام ریشه مردان ایکس: ولورین ساخته شده است)
در دهه ۱۹۵۰ ارتش آمریکا برای تجهیز خود دست به آزمایش‌های ژنتیکی-هسته‌ای بر روی جهش یافتگان زد. این آزمایش‌ها با نام «برنامه سلاح ایکس» شناخته می‌شدند. چند تن از معروف‌ترین جهش‌یافته‌ها در این آزمایش حضور داشتند که از میان آن‌ها می‌توان به ولورین، دندان خنجری، ددپول و مگنیتو اشاره کرد. در طی این آزمایش‌ها بود که استخوان‌های ولورین با آدامانتیوم پوشانده شدند. قبل از این ازمایش‌ها جنس پنجه‌های او از استخوان بود. به دلیل وجود عامل التیام بخش، او توانست سم و جراحت‌های شدید حاصل از آدمانتیوم را تحمل کند و زنده بماند بعد از این قضیه افراد پروژه سلاح ایکس حافظه او را پاک کردند تا از او به عنوان یک سلاح بی‌فکر استفاده کنند ولی او به سختی موفق به فرار شد و بعد از ان تنها چیزی که به می آورد این بود که نامش لوگان است و سال‌ها بعد او به مردان ایکس ملحق می‌شود

## مشخصات

چهرهٔ بدون ماسک

با توجه به آموزش‌های گسترده به عنوان یک سرباز، مأمور سازمان سیا، سامورایی و یکی از اعضای گروه مردان ایکس، لوگان رزمی‌کاری استثنایی به‌شمار می‌رود. او حتی در انواع هنرهای رزمی ژاپنی تخصص دارد و در کل به ۱۵ سبک از هنرهای رزمی تسلط کامل دارد. توانایی فوق‌العاده او در مبارزات تن‌به‌تن، لوگان را به یکی از برترین رزمی‌کاران بر روی کره زمین تبدیل کرده است. توانایی او در این زمینه با شخصیت‌هایی همچون پلنگ سیاه و مشت آهنی (که هر دو رزمی‌کاری حرفه‌ای هستند) برابری می‌کند. او در کنار سبک‌های رزمی، طریقه مبارزه با شمشیر ژاپنی را آموزش دیده است. او همچنین ژیمناست و آکروباتی ماهر است، اما در این زمینه قابل قیاس با شخصیت‌هایی همچون کاپیتان آمریکا و دردویل نمی‌باشد.
ولورین به دلیل جهش دارای حواس پنجگانه ابرانسانی است که قابل قیاس با حیوانات می‌باشد. او می‌تواند فواصل بسیار دور را به شکلی کاملاً واضح نسبت به یک انسان معمولی مشاهده کند. او حتی در تاریکی مطلق نیز قادر به دیدن است. او از حس شنوایی بالایی نیز برخوردار است و قادر به شنیدن صداهایی است که انسان معمولی قادر به شنیدن آن نیستند. لوگان قادر به تشخیص افراد و اشیاء بوسیلهٔ بوی آن‌ها است، حتی اگر به خوبی پنهان شده باشند. او توانایی احساس حالات عاطفی جانوران در سطح پایه از جمله ترس، خشم، شادی و درد را دارد. او حتی قادر به برقراری ارتباط با جانوران است تا آن‌ها را از قصد و اقدامات خود آگاه سازد.
این شخصیت دارای قابلیت زود درمانی است که باعث می‌شود زخم‌های حاصل از مبارزه اش به سرعت حیرت آوری زود خوب شوند همچنین عامل زود درمانی باعث می‌شود که او پیر نشود و نتواند بمیرد برای همین است که از قرن ۱۹ زنده است و یک جورایی فناناپذیر است.
جهش ژنتیکی به او مهم‌ترین سلاح اش را نیز بخشیده است ساختار استخوان‌بندی ولورین شامل شش پنجه جمع‌شونده به طول ۱۲ اینچ است که در هر دست سه تیغه در زیر پوست و عضلات ساعد او قرار دارد. ولورین قادر است در زمان دلخواه هر تعداد از این پنجه‌ها را از زیر پوست خود بیرون بیاورد. در نتیجه این عمل بافتهای بین دست او از هم گسسته شده و با خونریزی همراه است، اما به کمک توانایی عامل زوددرمانی این خونریزی سریعاً متوقف می‌شود. در ابتدا این پنجه‌ها از جنس استخوان بودند (بر خلاف پنجه‌های پستانداران که از جنس کراتین است)، اما با گذشت زمان جنس آن‌ها به آلیاژ آسیب‌ناپذیر خیالی با نام آدامانتیوم تغییر یافت. این پنجه‌ها حتی در حالت استخوانی بسیار تیز و محکم می‌باشند و قادر به بریدن بیشتر انواع فلزات، چوب و سنگ هستند.
لوگان با طول عمری طولانی و در نتیجه سفرهایی که در طی دوران زندگی‌اش در سراسر جهان انجام داده است، دارای درک بالایی از جهان پیرامون و آداب و رسوم و فرهنگهای مختلف بشری است. لوگان توانایی چندزبانگی دارد و مسلط به زبان‌های بسیاری شامل: انگلیسی، ژاپنی، عربی، روسی، چینی، شاینی، لاکوتایی، و اسپانیایی است؛ و همچنین مقداری به زبان‌های فرانسه، آلمانی، تایلندی، ویتنامی، پرتغالی و فارسی آشناست. او توسط اوگن، به اندیشه‌نگاشت ژاپنی نیز تسلط دارد.

## در جهان‌های دیگر
پیرمردی به نام لوگان (دنیای شماره ۸۰۷۱۲۸)

جلد شماره اول کمیک ولورین: پیرمردی به نام لوگان (۲۰۰۹)

در دنیایی موازی، همه شروران تصمیم گرفتند که با یکدیگر متحد شوند تا دنیا را به سلطه خود درآورند، ولی برای این کار اول باید همه ابرقهرمانان را از بین ببرند برای همین در یک زمان مشخص بدون این که ابرقهرمانان اطلاعی داشته باشند به ان‌ها حمله می‌کنند و همه ان‌ها را می‌کشند. مردان ایکس و ولورین از مقرشان شاهد این اتفاق هستند که ناگهان به ان‌ها نیز حمله می‌شود، ابرشروران برخی از دوستان ولورین را می‌کشند و همین باعث می‌شود او خشمگین شود و دست به قتل‌عام همه شروران اتاق بزند ولی ناگهان متوجه می‌شود که یکی از شروران که میستریو نام دارد با گازی توهم زا باعث شده است که او تصور کند دوستانش در مردان ایکس بخشی از شروران هستند و او ندانسته همه ان‌ها را کشته است. او که بسیار از کار خود خشگین، ناراحت و سردرگم شده است به جنگل فرار می‌کند و تلاش می‌کند خودش را بکشد ولی موفق نمی‌شود پس تصمیم می‌گیرد خود را شکنجه کند، مثلاً سر خود را جلوی یک قطار گذاشت تا خود را برای کشتن دوستانش مجازات کند. از آن روز او قسم خورد که دیگر هرگز از پنجه‌هایش استفاده نکند، در هیچ شرایطی مبارزه نکند و همیشه خشمش را کنترل کند تا دوباره اتفاقی که برای دوستانش اتفاق افتاد، اتفاق نیوفتد …

جلد شماره اول کمیک پیرمردی به نام لوگان (۲۰۱۶)

سال‌ها بعد دنیا به‌طور کلی دستخوش تغییرات فراوانی شده است دنیا بین ابرشروران تقسیم شده است و عده ای بسیار کمی از ابرقهرمانان زنده مانده‌اند در این میان ان‌هایی هم که زنده مانده‌اند دست از مبارزه برای عدالت و کمک به دیگران برداشته اند. همچنین هالک به دلیل تشعشعات گاما عقلش را از دست داده او با دختر عمویش جنیفر والترز ملقب به شی هالک ازدواج کرده و ده‌ها هالک دیگر پدید آورده است که همه ان‌ها گوش به فراوان او هستند. در این دنیا هالک تبدیل بک شرور بدجنس، دیوانه و چندش آور تبدیل شده است که ایالت کالیفرنیا را کنترل می‌کند و هرکه با او مخالفت کند را می‌خورد! در این میان ولورین با زنی ازدواج کرده و صاحب دو فرزند شده است، او به مرور زمان قدرت زود درمانی اش ضعیف شده است و اکنون از قبل پیرتر و ضعیف تر است. او در یکی از زمین‌های متعلق به هالک‌ها ساکن شده است و از راه مختلفی کسب درآمد می‌کند تا بتواند خرج خانواده اش و البته اجاره بهای زمینی که در ان ساکن اند به هالک و خانواده اش بدهند، در این میان او تبدیل به فردی آرام شده که دیگر هرگز مبارزه نمی‌کند. در یکی از روزها او نمی‌تواند اجاره بها زمین را به هالک‌ها بپردازند و برای همین همراه با هاکای که اکنون پیرمرد نابینایی است به مامورتی می‌روند تا مقداری پول به دست بیاورد بعد از کشمکش‌های فراوان و ماجراهای زیاد او با پول زیادی خوش‌حال از این که می‌تواند بهای زمین را بپردازد و برای خانواده اش زندگی بهتری تأمین کند به خانه برمی گردد ولی ناگهان با صحنه ای دردناک مواجه می‌شود: در زمان نبود او هالک‌ها فقط به دلیل کمی دیر شدن وقت اجاره تمام خانواده او را کشته و جسدشان را در همان خانه رها کرده بودند. ولورین که بسیار خشمگین شده است برای اولین بار از زمان قتل دوستانش پنجه‌هایش را از دستانش خارج می‌کند و قسم می‌خورد که انتقام بگیرد. او همه هالک‌ها را می‌کشد و در نهایت هالک اصلی را نیز می‌کشد.
پیرمردی به نام لوگان یک سری کمیک ۸ قسمتی است که در سال ۲۰۰۹ منتشر شده است این سری از استقبال زیادی از سو مخاطبین و منتقدین مواجه شد. این سری آن قدر محبوب شد که در سال ۲۰۱۵ شخصیت پیرمردی به نام لوگان در پی اتفاقات رویداد جنگ‌های پنهان به جهان اصلی مارول (دنیای ۶۱۶) منتقل شد و سال ۲۰۱۶ دارای سری کمیک جدیدی شد که ۵۰ جلد داشت. از روی سری اصلی این کمیک فیلم لوگان اقتباس و ساخته شده ست که جزو ۲۵۰ فیلم برتر imdb با رتبه ۲۱۳ می‌باشد.

### لوگان نهایی(دنیای شماره ۱۶۱۰)

جلد شماره ۴۱ کمیک مردان ایکس نهایی در ۱۴ ژانویه ۲۰۰۴

ولورین از فراموشی رنج می‌برد، در نتیجه، آنچه در مورد زندگی اولیه او شناخته شده بود، مشکوک و غیرقابل تأیید بود. اعتقاد بر این است که در یک مقطع زمانی، ولورین یک همسر یا دوست دختر داشت، اما ظاهراً او توسط سیبرتوث به قتل رسیده است. از آنجایی که هر دو خاطرات ولورین و سیبرتوث در گذشته دستکاری شده بودند (بیشتر توسط سلاح ایکس)، این ادعا بسیار مشکوک بود. با این حال، ولورین یک حلقه ازدواج داشت که تنها پیوند او با گذشته اش بود. او همچنین صاحب یک پلاک جنگی بود که یک طرف ان «لوگان» و طرف دیگر «ولورین» نوشته شده بود.
کاپیتان آمریکا ولورین را به عنوان جیمز هاولت، چتربازی که در طول جنگ جهانی دوم چندین بار با او پرش کرده بود، شناخت. او را " جیم خوش شانس " می‌نامیدند، زیرا او همیشه زنده می‌ماند، مهم نیست چقدر آسیب دیده بود. دام دام دوگان نیز او را به عنوان جیم تشخیص داد، اگرچه هنوز مشخص نشده است که چگونه او را می‌شناخت.

## دیگر رسانه‌ها
او در بیشتر رسانه‌های مرتبط با مردان ایکس حضور داشته است که شامل مجموعه‌های تلویزیونی انیمیشنی، بازی‌های ویدئویی و مجموعه فیلم‌های مردان ایکس است که نقش شخصیت ولورین را در تمامی فیلم‌ها بازیگر استرالیایی هیو جکمن ایفا کرده است. اولین حضور ولورین در دنیای لایواکشن در فیلم مردان ایکس و آخرین حضور او در فیلم ددپول و ولورین رقم خورد. قرار بود آخرین حضور هیوجکمن در نقش ولورین در فیلم لوگان رقم بخورد ولی بعد از خریده شدن فاکس قرن بیستم توسط دیزنی وی دوباره برای فیلم ددپول و ولورین به نقش خود بازگشت. قد جکمن ۱٬۹۰ متر است که بلندتر از قد شخصیت ولورین محسوب می‌شود از این رو، فیلمبرداری فیلم‌ها به گونه‌ای انجام می‌شود که قد وی کوتاه‌تر به نظر رسد. پس از ایفای این نقش در ۹ فیلم طی ۱۷ سال، جکمن رکورد جهانی گینس 'طولانی‌ترین حضور در نقش یک ابرقهرمان سینمایی را دریافت کرد.که البته بعدها وقتی دوباره به نقش خود در فیلم ددپول و ولورین برگشت این مدت به ۲۴ سال تبدیل شد ولی رکورد گینس را به وسلی اسنایپس برای ۲۵ سال بازی در نقش بلید دادند

## بازخورد

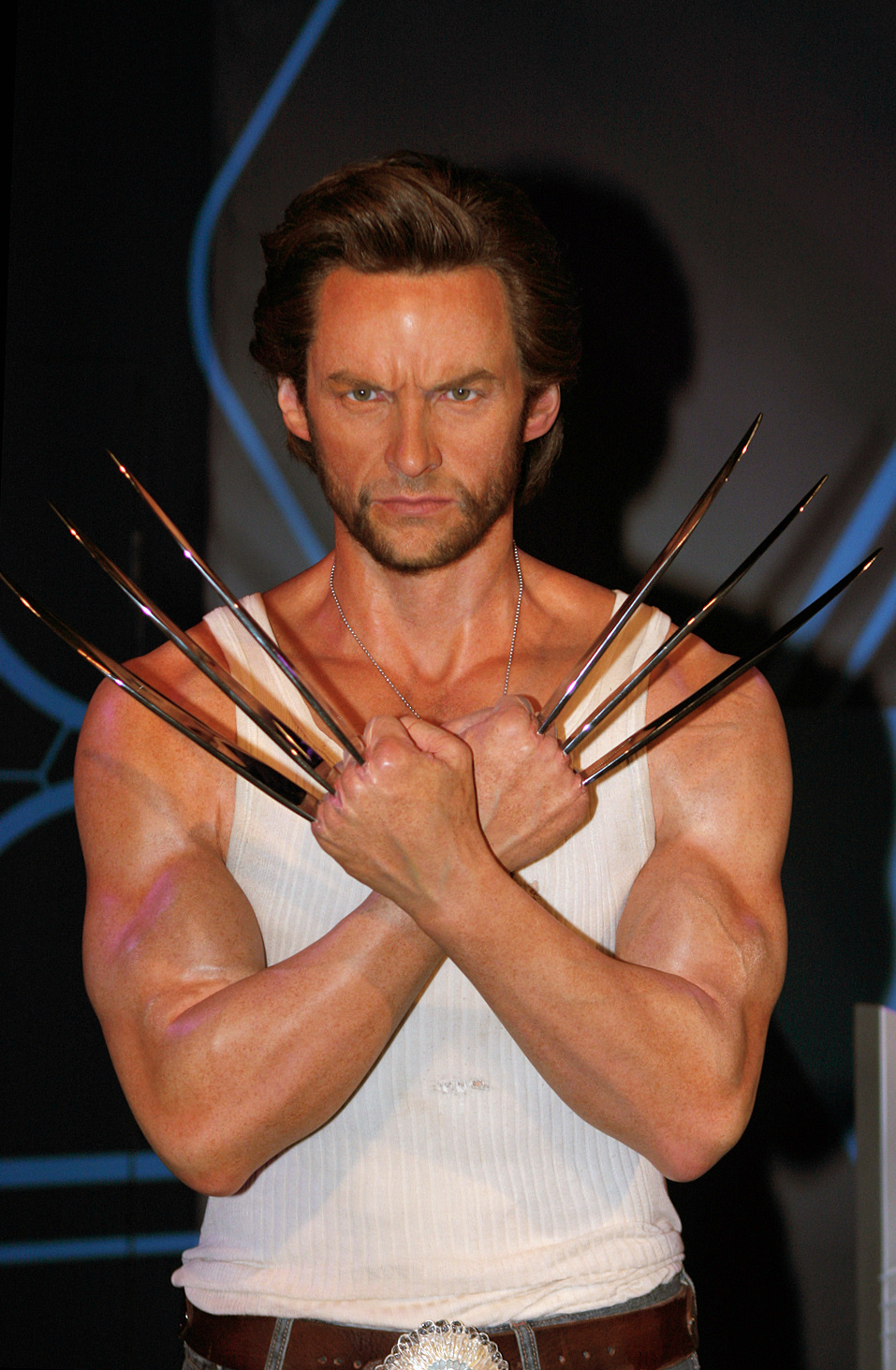
تندیس مومی هیو جکمن در نقش ولورین در موزه مادام توسو

ولورین یک شخصیت کامیک موفق است و تحسین منتقدان و موفقیت تجاری را به‌دست‌آورده و به عنوان یکی از برترین و آیکانیکترین شخصیت‌ها و ابرقهرمانان تمام دوران شناخته می‌شود.
ولورین توسط مجله ویزارد به عنوان بهترین شخصیت کتاب کامیک در تاریخ گزینش شد. ولورین در رتبه اول لیست بهترین شخصیت‌های مارول و دومین ابرقهرمان برتر مارول توسط گیم‌اسپات قرار گرفت. آی‌جی‌ان ولورین را چهارمین ابرقهرمان برتر کتب کامیک معرفی کرد. مجله امپایر ولورین را چهارمین شخصیت برتر کتب کامیک نامید. انترتینمنت ویکلی ولورین را به عنوان پنجمین ابرقهرمان قدرتمند تاریخ انتخاب کرد. کامیکس‌الاینس ولورین را یکی از سکسی‌ترین شخصیت‌های مرد در کامیک، نامید.